# マルコ・トゥリオ・ジョルダーナ
マルコ・トゥリオ・ジョルダーナ（Marco Tullio Giordana、1950年10月1日 - ）は、イタリアの映画監督である。

## 経歴
1950年10月1日、ミラノに生まれる。
2004年、『輝ける青春』でナストロ・ダルジェント最優秀作品監督賞を受賞する。2005年、『13歳の夏に僕は生まれた』が第58回カンヌ国際映画祭コンペティション部門に出品される。

## フィルモグラフィー

### 映画
- Maledetti vi amerò（1980年） - 監督・共同脚本
- La caduta degli angeli ribelli（1981年） - 監督・共同脚本
- 夜ごとの夢 イタリア幻想譚（1991年） - 「炎の中の雪」監督
- Pasolini, un delitto italiano（1995年） - 監督・共同脚本
- ペッピーノの百歩（2000年） - 監督・共同脚本
- 輝ける青春（2003年） - 監督
- 13歳の夏に僕は生まれた（2005年） - 監督・共同脚本
- 狂った血の女（2008年） - 監督・共同脚本
- フォンターナ広場 イタリアの陰謀（2012年） - 監督・共同脚本
- 女性の名前 Nome di donna（2018年） - 監督・共同脚本
- ヤーラ Yara（2021年） - 監督